# Hamamelis
Hamamelis es un género con cuatro especies de plantas de la familia Hamamelidaceae, con dos especies en Norteamérica, una en Japón y otra en China.

## Descripción
Son arbustos de hoja caduca o árboles pequeños que alcanzan 3-8 metros de altura. Las hojas son alternas, ovaladas de 4-16 cm de longitud y 3-11 cm de ancho, con márgenes ondulados o lisos. Las flores se producen en los tallos deshojados en invierno, cada flor tiene cuatro pétalos delgados de 1.2 cm de color amarillo pálido, anaranjado oscuro o rojo. La fruta es una cápsula dividida que contiene una semilla negra.
Son plantas ornamentales populares, muy apreciadas por sus racimos de flores amarillas o naranja-rojas que aparecen hacia diciembre, a menudo entre las ramas cubiertas de nieve y son muy fragantes. En las zonas templadas del hemisferio norte se considera uno de los principales arbustos de flor para el invierno. Además el follaje puede tomar varios tonos muy vistosos antes de caer en otoño, que van del escarlata oscuro al amarillo dependiendo de la variedad.
Estas plantas de ecosistemas forestales no están sujetos a plagas importantes y su cultivo no es difícil siempre que se les proporcione la tierra ácida y fresca que prefieren y se les proteja del viento seco. Sin embargo crecen muy lentamente y no deben ser podadas salvo en casos excepcionales. Las flores se comportan bien en jarrón, pero los Hamamelis no suelen considerarse buenos para flor cortada porque las ramas se regeneran bastante despacio y se arruina el aspecto general de la planta. En ejemplares injertados se debe eliminar cuanto antes toda rama brotando desde la raíz (por debajo del injerto).
La corteza es astringente y el extracto se usa en medicina herbaria. Los extractos se usan en lociones para afeitados y contra las picaduras de insectos. Es un ingrediente activo en pomadas contra las hemorroides. Los chamanes indios conocían bien las propiedades medicinales de H. virginiana y H. vernalis y además les atribuían diversas propiedades mágicas, por ello, y dado el parecido de sus hojas con las del avellano común (que no se les pasó por alto a los colonos europeos), a todo el grupo se les denomina comúnmente avellanos de bruja o, menos frecuentemente, avellanos mágicos. A pesar de su parecido no están directamente relacionados con los verdaderos avellanos y tampoco se les considera árboles frutales.

## Taxonomía
El género fue descrito por  Carlos Linneo y publicado en Species Plantarum 1: 124. 1753. La especie tipo es: Hamamelis virginiana

## Especies
- Hamamelis japonica
- Hamamelis mollis
- Hamamelis ovalis
- Hamamelis vernalis
- Hamamelis virginiana

## Híbridos de cultivo
- Hamamelis × intermedia

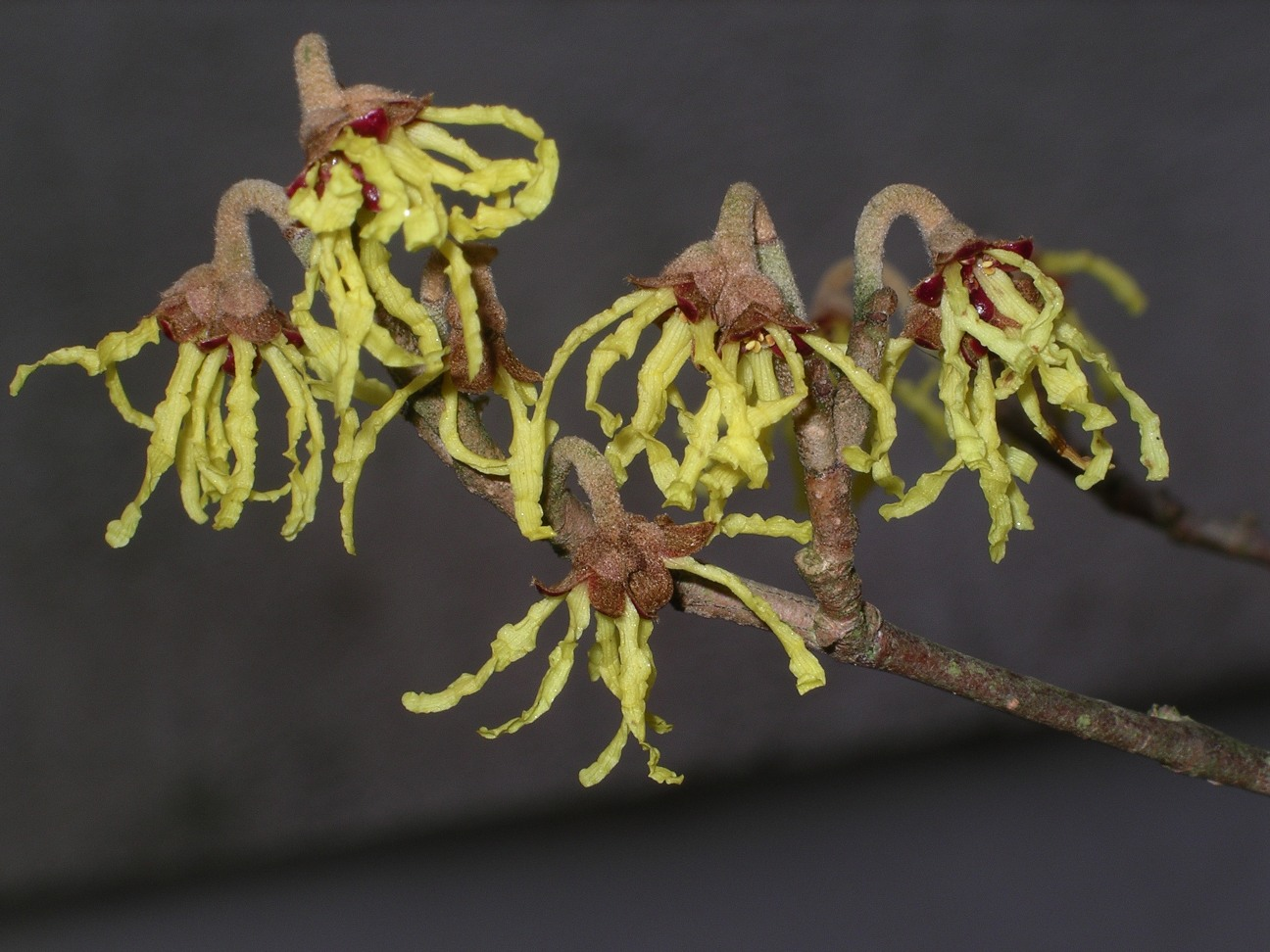
Flores de hamamelis en Menai Bridge, Gales.
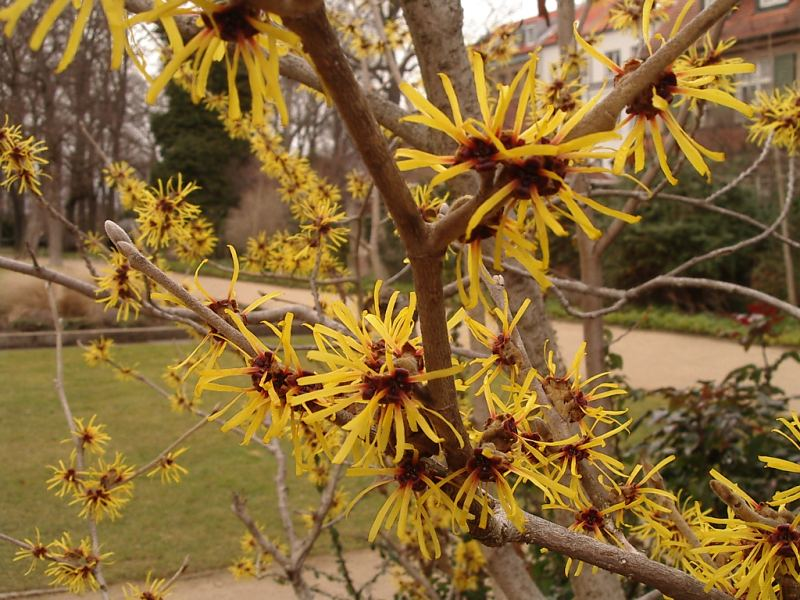
Hamamelis en Fürth (Alemania).
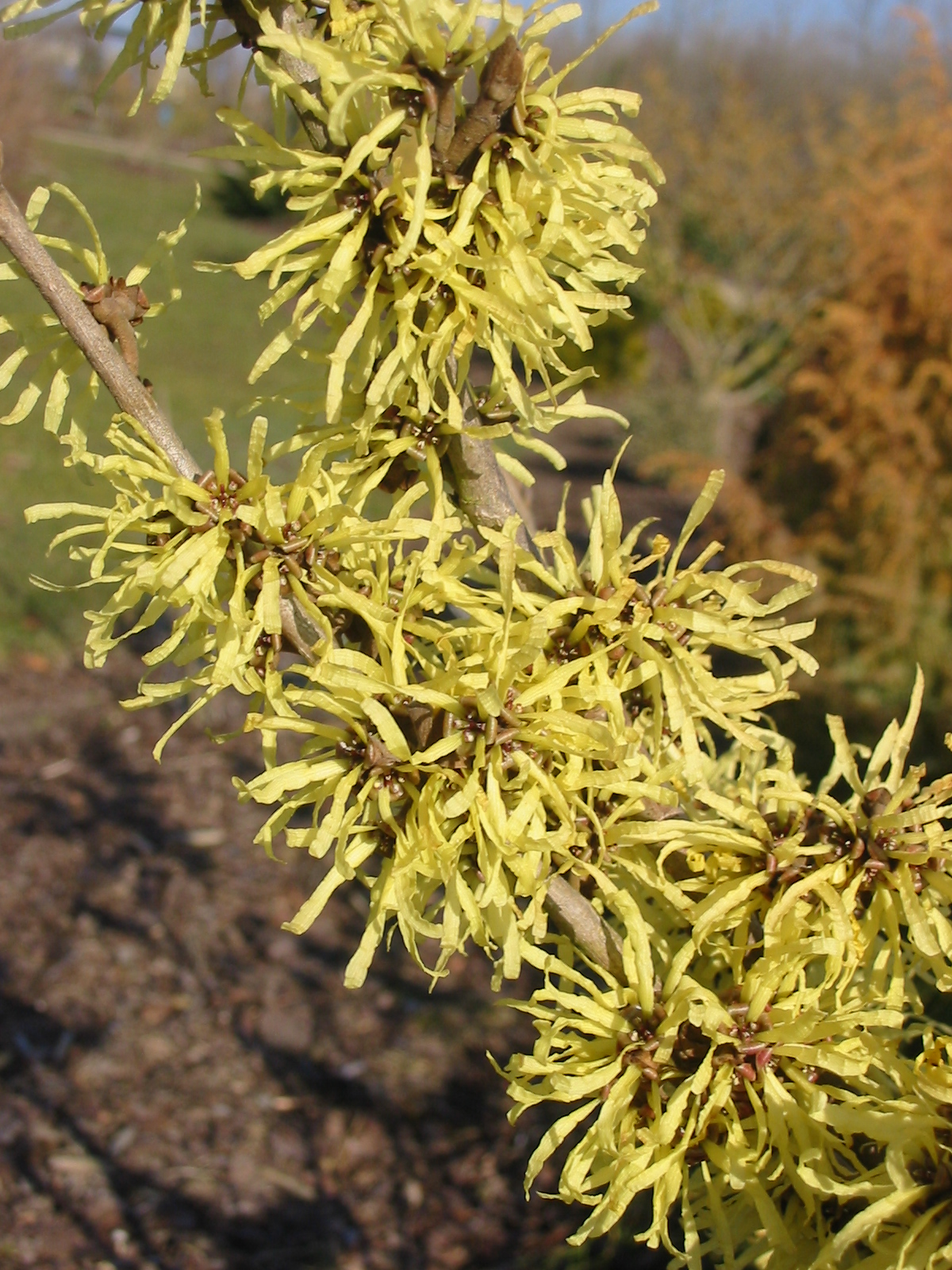
Hamamelis × intermedia (H. japonica × H. mollis)
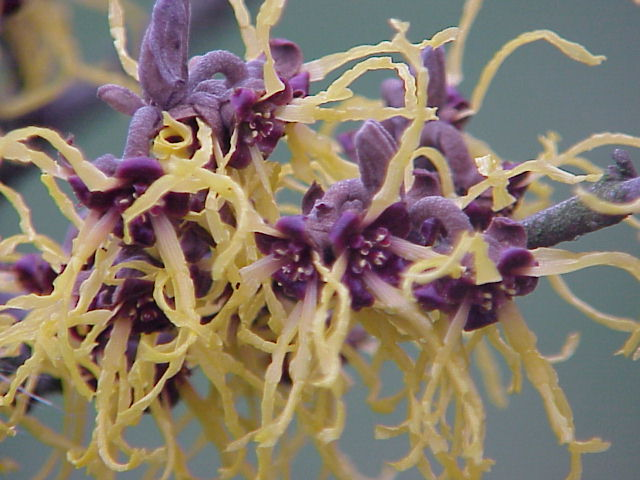
H. japonica